# 高山鈴江
高山 鈴江（たかやま すずえ、現姓：福原、1946年12月12日 - ）は、日本の元バレーボール選手。

## 来歴
東京都出身。日立武蔵に所属し、1968年にメキシコオリンピックバレーボール女子銀メダリスト、日本リーグでMVPに選ばれている。
現役引退後は指導者として、土浦日本大学高等学校女子バレーボール部の監督を務めた。教え子には都澤みどりがいる。

## 受賞歴
- 1967年 - 第1回日本リーグ 敢闘賞、ベスト6
- 1968年 - 第2回日本リーグ 最優秀選手賞、スパイク賞、サーブ賞、ベスト6

## 所属チーム
- 練馬区立開進第一中学校
- 宝仙学園高等学校
- 日立武蔵（1965 - 1968年）